# 전재구
전재구(全在球, 1928년 2월 10일~2019년 7월 31일)는 대한민국의 군인 출신 정치인이다. 제9대 국회의원을 지냈다.

## 이력
김종필과 육군사관학교 동기로서 정보 계통의 장교로 복무하였으며, 대한민국 육군 준장의 위치까지 올랐다. 5·16 군사정변 후 김종필과 함께 주도한 중앙정보부 창설 작업에 관여하고 정치 사건을 많이 수사했다.
그후, 중앙정보부 특별보좌관을 거쳐, 국장으로 자리하며, 실미도 684부대와 같은 안보정책에 관여하였다. 중앙정보부 국장으로 재임할 당시 실미도 684부대 폐지에 반대하며, 부대원들을 베트남전에 참전 시키고자 주장하였으나, 당시 남북 7.4 공동성명을 앞둔 여론으로 인해, 베트남 참전 계획은 무산되었다. 그후 제9대 국회의원을 지냈다.

## 학력
- 대한민국 육군사관학교 제8기 졸업
- 대한민국 육군보병학교 졸업
- 국민대학교 법학과 학사 졸업
- 한양대학교 대학원 정치외교학과 정치학 석사
- 서울대학교 행정대학원 행정학 석사

## 약력
- 대한민국 육군본부 정보국 행정과장
- 대한민국 육군 방위부대 보안처장
- 대한민국 육군 3성 장성
- 대한민국 중앙정보부 특별보좌관
- 대한민국 중앙정보부 국장
- 대한준설공사 사장
- 1973년 ~ 1979년 : 대한민국 제9대 국회의원 (유신정우회)
- 미국 정보기관 CIA 수석 고문

## 역대 선거 결과
| 실시년도 | 선거 | 대수 | 직책     | 선거구           | 정당       | 득표수 | 득표율      | 순위 | 당락 | 비고 |
| -------- | ---- | ---- | -------- | ---------------- | ---------- | ------ | ----------- | ---- | ---- | ---- |
| 1973년   | 총선 | 9대  | 국회의원 | 통일주체국민회의 | 유신정우회 |        | \| \| 0% \| | 지명 |      | 초선 |
|          | 0%   |      |          |                  |            |        |             |      |      |      |

## 전재구를 연기한 배우
- 1993년 MBC 《제3공화국》 - 정성모